# Ewa Stangrodzka
Ewa Urszula Stangrodzka-Kozłowska (ur. w Ciechanowie) – polska dziennikarka, reporterka, publicystka, przewodnik turystyczny, pilot wycieczek krajowych i zagranicznych, poetka. Współzałożycielka i pierwsza prezes Oddziału Ciechanowskiego Autorów Polskich (od 2007 roku). Autorka przewodników i projektów turystycznych oraz tomików poezji.

## Życiorys
Jest autorką trzech tomików poetyckich: „Kamień czasu” (1997), „Siedem Łez” (2008), "Kiedy zakwitną mandale" (2022) oraz współautorem przewodnika turystycznego po Północnym Mazowszu „Są takie miejsca” wydanego przez PTTK O/Ciechanów (2006). Jej utwory znalazły się w kilkudziesięciu wydawnictwach m.in. w Ciechanowskich Almanachach Poezji wydawanych przez Klub i Stowarzyszenie Pracy Twórczej w Ciechanowie, Działdowskich Almanachach Poezji, „Poezji dzisiaj”, Ciechanowskich Zeszytach Literackich, Antologii Poezji Polskiej wydawanej przez OC/SAP Warszawa, wydawnictwach pokonkursowych w Otwocku, Warszawie, Tarnowie, Płocku i Ciechanowie. Jest laureatką wielu konkursów poetyckich, m.in. zdobywczynią statuetki Złoty Klucz Ciechanowa. Pod jej redakcją ukazało się kilka almanachów poezji oraz tomików autorskich (Edwarda Raka i Stefana Chojnowskiego). Jej utwory poetyckie tłumaczono na język węgierski i niemiecki. Jest autorką kilkudziesięciu reportaży i kilkuset tekstów publikowanych w Tygodniku Ciechanowskim i Mazowieckim. Przez wiele lat działała w Klubie i Stowarzyszeniu Pracy Twórczej przy PCKiSz w Ciechanowie i w Polskim Towarzystwie Turystyczno-Krajoznawczym (była członkiem zarządu oddziału PTTK, jest przewodniczącą ciechanowskiego Koła Przewodników Terenowych). Jest członkiem Zarządu Towarzystwa Miłośników Ziemi Ciechanowskiej. Jest także inicjatorem i organizatorem wielu imprez kulturalnych.

## Odznaczenia i wyróżnienia
Została odznaczona m.in. odznakami: Zasłużony dla Województwa Ciechanowskiego i Zasłużony dla Ciechanowa oraz nadane przez Ministra Kultury - Zasłużony Działacz Kultury i Zasłużony dla Kultury Polskiej. Została uhonorowana Medalem im. Aleksandra Patkowskiego, przyznawanym za zasługi dla idei regionalizmu, Zasłużony Przewodnik PTTK przyznawanym przez ZG PTTK, a także Przyjaciel Dziecka, przyznawanym przez TPD. W 2016 roku uhonorowana została Nagrodą im. Stefana Żeromskiego, natomiast w 2019 roku Nagrodą Bolesława Prusa, przyznawanymi przez Zarząd Główny Stowarzyszenia Autorów Polskich. W 2022 otrzymała medal pamiątkowy Pro Masovia, nadany przez Marszałka Województwa Mazowieckiego.